# Chiroteuthis atlanticus
Chiroteuthis atlanticus är en bläckfiskart som först beskrevs av MacDonald och Clench 1934.  Chiroteuthis atlanticus ingår i släktet Chiroteuthis och familjen Chiroteuthidae. Inga underarter finns listade i Catalogue of Life.